# Grójec (krater marsjański)
Grójec – krater uderzeniowy na powierzchni Marsa o średnicy 37,31 km, położony 21,5° szerokości południowej i na 30,9° długości zachodniej.
Nadana w 1976 nazwa nawiązuje do nazwy polskiego miasta Grójec.